# Cleodes Piazza Júlio Ribeiro
Cleodes Maria Piazza Julio Ribeiro (Farroupilha, 4 de dezembro de 1939) é uma historiadora, antropóloga, professora, escritora e pesquisadora brasileira.

## Vida
Seu interesse pela História iniciou na infância, ao procurar conhecer as origens de sua família, tornando-se logo uma ocupação central em sua vida. Graduou-se Mestre em Teoria da Literatura pela Pontifícia Universidade Católica do Rio Grande do Sul, com a dissertação Nanetto Pipetta - Imagens de uma Cultura, e Doutora em Educação pela Universidade Federal de São Carlos com uma tese sobre a Festa da Uva intitulada A Festa como Produção de Conhecimento e de Identidade Coletiva. É uma das fundadoras da Universidade de Caxias do Sul, desde então atuando como professora do Departamento de Letras, professora da pós-graduação e pesquisadora. Também ocupou a posição de chefe de Gabinete da Reitoria e desde 2005 é diretora do Instituto Memória Histórica e Cultural da UCS.

## Realizações
É uma grande estudiosa da imigração italiana no Brasil e da Festa da Uva, temas em que trabalha há mais de 40 anos. Entre suas atividades destaca-se a coordenação do projeto Elementos Culturais das Antigas Colônias Italianas no Nordeste do Rio Grande do SUL (ECIRS), grupo de pesquisa do qual é co-fundadora, atuante desde 1978 vinculado à UCS, e que resultou no livro Cultura, Imigração e Memória: Percursos e Horizontes, organizado por ela. Também atuou em diversos projetos de preservação do patrimônio cultural da região.
Em 1995 e 1998, recebeu o reconhecimento do Instituto do Patrimônio Histórico e Artístico Nacional (IPHAN), que lhe concedeu o Prêmio Rodrigo Melo Franco de Andrade. Em 2009 recebeu a maior comenda da Prefeitura de Caxias do Sul, a Medalha Monumento Nacional ao Imigrante, por relevantes serviços prestados à comunidade. Foi condecorada com a Ordem do Mérito Cultural do Brasil em 2012, no grau de cavaleiro. Também recebeu do governo da Itália a Ordem do Mérito da República Italiana, no grau de cavaleiro. Foi patrona da Feira do Livro de Farroupilha de 2014.

## Escritos
- Rencontres du Clos-Vougeot 2008 - Vigne, Vin et Aventures humaines. Dijon: Centre Georges Chevrier, 2008.
- Anotações de Literatura e de Cultura Regional. Caxias do Sul: EDUCS, 2005.
- Festa & Identidade: Como se fez a Festa da Uva. Caxias do Sul: EDUCS, 2002.
- Fronteiras sem Divisas: Aspectos históricos e culturais da UHE Barra Grande. Caxias do Sul: EDUCS, 2005. Organização, em conjunto com José Clemente Pozenato.
- Cultura, Imigração e Memória: Percursos & Horizontes. Caxias do Sul: EDUCS, 2004. Organização, em conjunto com José Clemente Pozenato.